# Mamestra sepultrix
Mamestra sepultrix är en fjärilsart som beskrevs av Achille Guenée 1852. Mamestra sepultrix ingår i släktet Mamestra och familjen nattflyn. Inga underarter finns listade i Catalogue of Life.